# Stade du Baobab
 (juillet 2018).
 (juillet 2018).
Le stade du Baobab est un stade de football qui  se situe à Mamoudzou à Mayotte. Il se situe dans le quartier du Baobab à Mamoudzou.
Son club résident actuel est le Football Club de Mtsapéré.

## Histoire
Le stade du Baobab, depuis sa construction, a accueilli de nombreux événements sportifs, dont la finale de la coupe de Mayotte de rugby en 2015.